# Animus iocandi
Animus iocandi (también animus jocandi, o animus iocandi gratiae) es una locución latina que significa en español "ánimo de broma", "con intención jocosa".
Es usado por la jurisprudencia penal como un eximente de culpabilidad en el delito de injurias.
Se pronuncia [ 'a.ni.mus ˈjɔ.kan.di ]
La locución está compuesta por el sustantivo masculino animus -i (en español: "intención", "propósito") y el verbo iocor (en español: "bromear" cuando es transitivo y "decir en broma" cuando es intransitivo) de la primera conjugación, en gerundio genitivo.
Se opone a animus iniuriandi (ánimo de injuriar, de dañar).

## Usos
- En Derecho Penal, la jurisprudencia española requiere que, en el delito de injurias del art. 208 del Código Penal, el autor tenga "conciencia del carácter injurioso de la acción o expresión y, pese a ello, tenga voluntad de realizarla."[2] Esta voluntad (intención específica de injuriar) sería el animus iniurandi requerido por el tipo subjetivo. Por tanto, si se pudiere demostrar con las circunstancias (personales, anímicas, fácticas y culturales) que rodean al hecho que el autor nunca tuvo tal intención injuriosa, sino al contrario, que su intención fue siempre y en todo momento iocandi, esto es, sin ánimo de injuriar, sino de bromear, criticar, narrar, etc, entonces no estaríamos ante un delito de injurias debido a la ausencia del tipo subjetivo, aunque la acción hubiere sido objetivamente injuriosa.[2]

La tesis contraria -minoritaria- la defiende Quintero Olivares, para quien el artículo 208 del CP en ningún momento establece la necesidad de un elemento subjetivo del injusto, sino que la jurisprudencia española actual sigue la inercia del antiguo Código Penal de 1973, cuyo artículo 457 (del CP de 1973) sí exigía un elemento subjetivo del injusto, al usar la expresión "en deshonra, descrédito o menosprecio" (base lingüística sobre la que la jurisprudencia creó la exigencia del ánimus iniurandi) expresiones que no encontramos en el vigente CP de 1995, ni éstas ni otras similares que pudieren sustentar la misma exigencia.
- En cambio, en Derecho Civil -en sede de derecho al honor, a la intimidad personal y familiar y a la propia imagen- el animus iocandi es irrelevante: Lo decisivo en las intromisiones ilegítimas tipificadas en la Ley Orgánica 1/82, no es tanto el ánimo o la intención del agente, sino que su conducta (sea dolosa o sólo imprudente) cause o no un daño en el derecho fundamental protegido que no se justifique por el ejercicio legítimo de otro derecho.[4]

- En Derecho Romano, la injuria se configura con el dolo, excluyéndose culpabilidad si el autor había realizado el hecho con ánimo de bromear.[5]

## Ejemplos
- Caso de las "caricaturas de Mahoma" en Francia, donde Mahoma salía representado con una bomba en la cabeza a modo de turbante: el Tribunal Correccional de París absolvió a los responsables de la revista satírica Charlie Hebdo, en el caso planteado por organizaciones islamistas, argumentando que "nunca hubo intención de herir a nadie", sino que la publicación de las viñetas se hizo con animus iocandi y, en consecuencia, se apreció eximente de culpabilidad.[6]
- Caso Padre Domingo, creado por el streamer peruano Juan Alejandro Solórzano, que se viste con un alzacuello. Abogados consultados por un medio local señalaron que el personaje no actúa como un sacerdote, sino como una parodia de este.[7]